# سوزان بيرد
سوزان بيرد(بالإنجليزية: Susan Baird)‏، الحاصلة على رتبة الإمبراطورية البريطانية، (من مواليد 26 مايو 1940 - والمُتوفاة في 24 يناير 2009) هي عضوة في حزب العمال لجناح بريدفورد في مدينة غلاسكو باسكتلندا. شغلت سوزان منصب العمدة الثانية لمدينة بروفوست في الفترة من 1988 إلى 1992.
عٌيّنت في البنك المركزي في عام 1991 مع مرتبة الشرف في تكريمات السنة الجديدة.
حصلت بيرد على جائزة سانت مونجو في عام 1991، والتي تُمنح للفرد الذي يقوم بأكبر مجهود في السنوات الثلاث الماضية للارتقاء بمدينة غلاسكو والترويج لها.

## روابط خارجية
- Councillor Baird's Glasgow City Council page